# 阿姹
阿姹（?—?），唐朝爨氏豪酋、南宁州（今云南省曲靖市）都督爨歸王的妻子，烏蠻人。
阿姹嫁给两爨（东爨、西爨）首领、南宁州（今云南曲靖地区）都督、大鬼主爨归王，居住在石城（今曲靖市）。唐玄宗天宝時，姚州都督李宓唆使聯合爨崇道殺死爨歸王、爨日進，阿姹帶著兒子爨守隅逃到了娘家烏蠻。她向南詔求救，南詔王皮羅閣上奏唐玄宗，唐玄宗命爨守隅繼承南宁州都督。爨守隅娶皮羅閣之女為妻，皮羅閣又以一女嫁给爨崇道子爨辅朝。李宓和東爨、南詔聯合攻打爨崇道，爨崇道逃到黎川（今雲南省華寧縣），不久皮逻阁尽俘其族，爨崇道、爨輔朝父子被殺，取还其女。爨氏衰落，逐漸被南詔控制。皮羅閣死後，閣羅鳳即位，爨守隅歸附南詔，和妻子至河赕（今云南大理市）居住，西爨二十余万户被南诏迁至永昌（今保山市）。阿姹自為烏蠻部落王，到長安朝見，赏赐甚厚，滇東之地歸於南詔。